# Звезда тёмной энергии
Звезда тёмной энергии — гипотетический астрономический объект, теоретическая альтернатива чёрным дырам.

## Теория
Гипотезу о звёздах тёмной энергии выдвинул сотрудник Ливерморской национальной лаборатории Джордж Чеплин в 2005 году.
Согласно его гипотезе, при прохождении через горизонт событий падающее вещество превращается в энергию вакуума или тёмную энергию. За счёт этого пространство внутри горизонта событий будет в конечном итоге иметь отличную от нуля космологическую постоянную и будет оказывать сопротивление гравитации, вследствие чего там не будет сингулярности с исчезновением информации.
В 2005 году Д. Чеплин утверждал, что на основе квантовомеханических представлений у него есть «почти полная уверенность», что чёрных дыр в природе не существует, а существуют звезды тёмной энергии. Теория звёзд тёмной энергии базируется на иных принципах, чем теория гравастара.